# Paszport Polityki
Der Paszport Polityki ist ein polnischer Kulturpreis, der seit 1993 durch das politische Wochenmagazin Polityka verliehen wird. Er ist der am längsten verliehene Kulturpreis in Polen.

## Name
Der Name des Preises Paszport (deutsch Reisepass) soll einen Beweis für die künstlerische Identität und den internationalen Rang des Kunstschaffenden darstellen.

## Kategorien
Seit der Schaffung des Preises 1993 wird er in den Kategorien Film (Film), Literatur (Literatura), Theater (Teatr), Musik (Muzyka), Plastik (Plastyka) und Bühne (Estrada) verliehen. 2002 wurde die Kategorie Kulturschöpfer (Kreator Kultury) geschaffen. 2004 wurde die Kategorie Plastik in Visuelle Künste (Sztuki Wizualne) und die Kategorie Musik in Ernste bzw. Klassische Musik (Muzyka Poważna) umbenannt. 2006 folgte die Namensänder der Kategorie Bühne in Popmusik (Muzyka Popularna). 2016 wurde der erste Preis in der Kategorie Digitale Kultur (Kultura Cyfrowa) verliehen.

## Wahl und Jury
Die Wahl des Gewinners erfolgt in zwei Etappen:
Zunächst nominieren Kunstkritiker sowie Experten und Wissenschaftler die ihrer Meinung nach interessantesten Künstler und Gruppen in jeder Kategorie. Die drei Künstler und/oder Gruppen, die die meisten Anmeldungen erhalten, werden automatisch nominiert.
Am Vortag der Verleihungsgala wählt die Jury, die sich aus Journalisten des Magazins Polityka zusammensetzt, die Gewinner in jeder Kategorie. Zudem wird der Gewinner in der Kategorie Kulturschöpfer bestimmt.

## Preisträger
- 1993:
  - Film: Jacek Bławut
  - Literatur: Teodor Parnicki
  - Theater: Tadeusz Słobodzianek
  - Klassische Musik: Stanisław Leszczyński
  - Plastik: Stasys Eidrigevičius
  - Popmusik: Kasia Nosowska
- 1994:
  - Film: Jan Jakub Kolski
  - Literatur: Marcin Świetlicki
  - Theater: Krystyna Meissner
  - Klassische Musik: Piotr Anderszewski
  - Plastik: Ryszard Górecki
  - Popmusik: Edyta Bartosiewicz
- 1995:
  - Film: Marcel Łoziński
  - Literatur: Stefan Chwin
  - Theater: Jolanta Ptaszyńska
  - Klassische Musik: Stefan Sutkowski
  - Plastik: Mirosław Bałka
  - Popmusik: Wojciech Waglewski
- 1996:
  - Film: Łukasz Kośmicki
  - Literatur: Olga Tokarczuk
  - Theater: Krzysztof Rau
  - Klassische Musik: Olga Pasiecznik
  - Plastik: Zofia Kulik
  - Popmusik: Grzegorz Ciechowski
- 1997:
  - Film: Jerzy Stuhr
  - Literatur: Andrzej Sapkowski
  - Theater: Anna Augustynowicz
  - Klassische Musik: Dariusz Paradowski
  - Plastik: Katarzyna Kozyra
  - Popmusik: Kayah
- 1998:
  - Film: Dorota Kędzierzawska
  - Literatur: Jerzy Pilch
  - Theater: Grzegorz Jarzyna
  - Klassische Musik: Rafał Kwiatkowski
  - Plastik: Jarosław Modzelewski
  - Popmusik: Kazik Staszewski
- 1999:
  - Film: Krzysztof Krauze
  - Literatur: Marek Bieńczyk
  - Theater: Agnieszka Glińska
  - Klassische Musik: Paweł Mykietyn
  - Plastik: Leon Tarasewicz
  - Popmusik: Myslovitz
- 2000:
  - Film: Maja Ostaszewska
  - Literatur: Marzanna Bogumiła Kielar
  - Theater: Paweł Miśkiewicz
  - Klassische Musik: Stanisław Drzewiecki
  - Plastik: Dominik Lejman
  - Popmusik: Ryszard Tymon Tymański
- 2001:
  - Film: Robert Gliński
  - Literatur: Paweł Huelle
  - Theater: Piotr Cieplak
  - Klassische Musik: Mariusz Treliński
  - Plastik: Katarzyna Józefowicz
  - Popmusik: Agnieszka Chylińska
- 2002:
  - Film: Piotr Trzaskalski
  - Literatur: Dorota Masłowska
  - Theater: Krzysztof Warlikowski
  - Klassische Musik: Dominik Płoński
  - Plastik: Marcin Maciejowski
  - Popmusik: Anna Maria Jopek
  - Kulturschöpfer: Roman Gutek
- 2003:
  - Film: Andrzej Jakimowski
  - Literatur: Wojciech Kuczok
  - Theater: Danuta Stenka
  - Klassische Musik: Kuba Jakowicz
  - Plastik: Monika Sosnowska
  - Popmusik: Andrzej Smolik
  - Kulturschöpfer: Marek Żydowicz
- 2004:
  - Film: Wojciech Smarzowski
  - Literatur: Sławomir Shuty
  - Theater: Paweł Szkotak
  - Klassische Musik: Agata Zubel
  - Visuelle Künste: Cezary Bodzianowski
  - Popmusik: Leszek Możdżer
  - Kulturschöpfer: Wojciech Trzciński
- 2005:
  - Film: Przemysław Wojcieszek
  - Literatur: Marek Krajewski
  - Theater: Jan Klata
  - Klassische Musik: Rafał Blechacz
  - Visuelle Künste: Robert Kuśmirowski
  - Popmusik: Skalpel
  - Kulturschöpfer: Paweł Dunin-Wąsowicz
- 2006:
  - Film: Sławomir Fabicki
  - Literatur: Jacek Dehnel
  - Theater: Maja Kleczewska
  - Klassische Musik: Agata Szymczewska
  - Visuelle Künste: Grupa Twożywo
  - Popmusik: Fisz und Emade
  - Kulturschöpfer: Maria Janion
- 2007:
  - Film: Łukasz Palkowski
  - Literatur: Michał Witkowski
  - Theater: Michał Zadara
  - Klassische Musik: Łukasz Borowicz
  - Visuelle Künste: Joanna Rajkowska
  - Popmusik: Krzysztof Grabowski
  - Kulturschöpfer: Andrzej Wajda
- 2008:
  - Film: Małgorzata Szumowska
  - Literatur: Sylwia Chutnik
  - Theater: Paweł Łysak
  - Klassische Musik: Artur Ruciński
  - Visuelle Künste: Maciej Kurak
  - Popmusik: Maria Peszek
  - Kulturschöpfer: Krystian Lupa
- 2009:
  - Film: Borys Lankosz, Xawery Żuławski
  - Literatur: Piotr Paziński
  - Theater: Sandra Korzeniak
  - Klassische Musik: Barbara Wysocka
  - Visuelle Künste: Karol Rdziszewski
  - Popmusik: L.U.C
  - Kulturschöpfer: Paweł Althamer
- 2010:
  - Film: Paweł Sala
  - Literatur: Ignacy Karpowicz
  - Theater: Paweł Demirski, Monika Strzępka
  - Klassische Musik: Wioletta Chodowicz
  - Visuelle Künste: Wojciech Bąkowski
  - Popmusik: Macio Moretti
- 2011:
  - Film: Rafael Lewandowski
  - Literatur: Mikołaj Łoziński
  - Theater: Krzysztof Garbaczewski
  - Klassische Musik: Aleksandra Kuls
  - Visuelle Künste: Nicolas Grospierre
  - Popmusik: Julia Marcell, Maciej Szajkowski
  - Kulturschöpfer: Jerzy Jarocki
- 2012:
  - Film: Marcin Dorociński
  - Literatur: Szczepan Twardoch
  - Theater: Iwan Wyrypajew
  - Klassische Musik: Magdalena Bojanowicz und Maciej Frąckiewicz
  - Visuelle Künste: Julia Wójcik
  - Popmusik: très.b
  - Kulturschöpfer: Elżbieta Penderecka und Krzysztof Penderecki
- 2013:
  - Film: Dawid Ogrodnik
  - Literatur: Ziemowit Szczerek
  - Theater: Jolanta Janiczak und Wiktor Rubin
  - Klassische Musik: Apollon Musagète Quartett
  - Visuelle Künste: Aneta Grzeszykowska
  - Popmusik: Marcin Masecki
  - Kulturschöpfer: Tomasz Stańko
- 2014:
  - Film: Jan Komasa
  - Literatur: Zygmunt Miłoszewski
  - Theater: Radosław Rychcik
  - Klassische Musik: Kwadrofonik
  - Visuelle Künste: Jakub Woynarowski
  - Popmusik: Pablopavo
  - Kulturschöpfer: Agnieszka Holland
- 2015:
  - Film: Magnus von Horn
  - Literatur: Łukasz Orbitowski
  - Theater: Ewelina Marciniak
  - Klassische Musik: Marcin Świątkiewicz
  - Visuelle Künste: Tymek Borowski
  - Popmusik: Kuba Ziołek
  - Kulturschöpfer: CD Projekt RED
- 2016:
  - Film: Jan P. Matuszyński
  - Literatur: Natalia Fiedorczuk-Cieślak
  - Theater: Anna Smolar
  - Klassische Musik: Marzena Diakun
  - Visuelle Künste: Daniel Rycharski
  - Popmusik: Wacław Zimpel
  - Kulturschöpfer: Jan Wróblewski
  - Digitale Kultur: Michał Staniszewski
- 2017:
  - Film: Jagoda Szelc
  - Literatur: Marcin Wicha
  - Theater: Michał Borczuch
  - Klassische Musik: Joanna Freszel
  - Visuelle Künste: Norman Leto
  - Popmusik: Hańba!
  - Digitale Kultur: Bloomer Team
- 2018:
  - Film: Joanna Kulig
  - Literatur: Małgorzata Rejmer
  - Theater: Marta Górnicka
  - Klassische Musik: Aleksander Nowak
  - Visuelle Künste: Diana Lelonek
  - Popmusik: Dawid Podsiadło
  - Digitale Kultur: PanGenerator
- 2019:
  - Film: Bartosz Bielina
  - Literatur: Dominika Słowik
  - Theater: Weronika Szczawińska
  - Klassische Musik: Jakub Józef Orliński
  - Visuelle Künste: Weronika Gęsicka
  - Popmusik: Błażej Król
  - Digitale Kultur: Dawid Ciślak
  - Kulturschaffende: Olga Tokarczuk
- 2020:
  - Film: Piotr Domalewski
  - Literatur: Mira Marcinów
  - Theater: Justyna Sobczyk, Teatr 21
  - Klassische Musik: Ania Karpowicz
  - Visuelle Künste: Małgorzata Mirga-Tas
  - Popmusik: Siksa
  - Digitale Kultur: Different Tales
  - Kulturschaffende: Bożena Janerka, Lech Janerka
  - Sonderkategorie „Distanzkutlur“: Artur Liebhart
- 2021:
  - Film: Aleksandra Terpińska
  - Literatur: Łukasz Barys
  - Theater: Dominik Strycharski
  - Klassische Musik: Teoniki Rożynek
  - Visuelle Künste: Jana Shostak, Mikołaj Sobczak
  - Popmusik: Ralph Kaminski
  - Digitale Kultur: Tomasz Konrad Ostafin
  - Kulturschaffende: Katarzyna Nosowska
  - Sonderkategorie „Distanzkultur“: Małgorzata Płysa und Mat Schulz für die Organisation des Unsound Festivals
- 2022:
  - Film: Jan Holoubek
  - Literatur: Grzegorz Piątek
  - Theater: Jakub Skrzywanek
  - Klassische Musik: Anna Sułkowska-Migoń
  - Visuelle Künste: Agata Słowak
  - Popmusik: 1988
  - Digitale Kultur: Anna und Jakub Górniccy (Outriders)
  - Kulturschaffende: Dorota Masłowska, Wilhelm Sasnal, Ryszard Poznakowski
- 2023:
  - Film: Paweł Maślona
  - Theater: Katarzyna Szyngiera
  - Literatur: Jacek Świdziński
  - Visuelle Künste: Marta Nadolle
  - Klassische Musik: Duo Karolina Mikołajczyk & Iwo Jedynecki
  - Popmusik: Hania Rani
  - Digitale Kultur: Starward Industries
  - Kulturschaffende: Józef Hen
  - Leserwahl: Łona
- 2024:
  - Film: Kamila Tarabura
  - Bühne: Wojciech Grudziński
  - Literatur: Jul Łyskawa
  - Visuelle Künste: Monika Drożyńska
  - Klassische Musik: Gabriela Legun
  - Popmusik: Kuba Więcek
  - Digitale Kultur: NAFO (North Atlantic Fella Organization)
  - Leserwahl: Sandra Drzymalska
  - Kulturschaffende: Marek Koterski